# محمدعلی اصفهانی سلطان‌الکتاب
محمدعلی اصفهانی ملقب به سلطان‌الکتّاب از خوشنویسان صاحب‌نام اصفهانی در اواخر سده سیزدهم و اوایل سده چهاردهم هجری است که در خط نسخ و همچنین رقاع استاد بود و آثاری از او تا تاریخ ۱۳۲۴ ه‍.ق دردست است.